# ポエジー
ポエジー（フランス語 : Po&sie）は、1977年にミシェル・ドゥギーによって創刊された文芸雑誌である。出版社はベラン。

## 概要
ミシェル・ドゥギーが編集長を務める。副編集長にClaude Mouchard、Martin Rueff、Hédi Kaddour、Laurent Jennyがいる。